# Crater Pool
Crater Pool est un lac de cratère américain dans le comté de Shasta, en Californie. Il est situé à 2 152 mètres d'altitude au sein de la Lassen Volcanic Wilderness, dans le parc national volcanique de Lassen.